# Prinzessin für 30 Tage
Prinzessin für 30 Tage ist eine US-amerikanische Filmkomödie aus dem Jahr 1934 von Marion Gering mit Sylvia Sidney und Cary Grant in den Hauptrollen. Der Film wurde von Paramount Productions produziert und basiert auf der Erzählung Thirty-Day Princess von Clarence Budington Kelland.

## Handlung
Der Bankier Richard Gresham bringt Prinzessin Zizzi Catterina aus dem kleinen Königreich Taronia nach New York, in der Hoffnung, dass die Publizität die USA dazu inspirieren wird, eine Anleihe im Wert von 50 Millionen US-Dollar zu unterstützen, um Taronia in die Moderne zu führen. Greshams schärfster Gegner ist der Zeitungsverleger Porter Madison III. Als die Prinzessin an Mumps erkrankt und einen Monat unter Quarantäne gestellt wird, engagiert Gresham die Doppelgängerin Nancy Lane, eine arme Schauspielerin drittklassiger Herkunft, um die Rolle der Prinzessin für 30 Tage für 10.000 Dollar zu spielen. Nancy soll zusätzliche 5.000 US-Dollar erhalten, wenn sie es schafft, Porter umzustimmen.
Als Prinzessin schenkt Nancy Porter ihre ganze Aufmerksamkeit. Der ist in sie vernarrt und zeigt ihr die Stadt. Eines Nachts wird sie von Donald Spottswood, einem ihrer Schauspielkollegen, erkannt und belästigt, als sie nicht auf ihn reagiert. Nachdem Porter den Schauspieler geschlagen hat, gehen er und Nancy, beide mittlerweile ineinander verliebt, weg. Am nächsten Tag vor Gericht fordert Donald, dass der Mann, der ihn niedergeschlagen hat, gefunden wird. Die zu Nancys Wohnung geschickten Detektive stellen fest, dass sie vermisst wird. Die Nachricht macht Schlagzeilen. Aus Angst, dass eine Verbindung zwischen ihr und der Prinzessin hergestellt werden könnte, geht Nancy als sie selbst, aber mit etwas raueren Gesichtszügen, in Porters Büro. Porter ist überzeugt, dass ihre Geschichte wahr ist, seine Reporter zweifeln jedoch.
Graf Nicholaus, der in der Öffentlichkeit unbeliebte Verlobte der Prinzessin, trifft ein, als Nancy, die sich immer noch als Prinzessin ausgibt, gerade zu einer Wohltätigkeits-Tour durch das ganze Land aufbrechen will. Seine Anwesenheit zerstört Porters Hoffnungen, die Prinzessin zu heiraten, da er bislang glaubte, er sei der einzige Mann in ihrem Leben. Porter verlässt sie wütend und enttäuscht. Nancy weigert sich, den Grafen auf die Reise mitzunehmen, woraufhin der verwirrte Graf Porters Reporter sagt, dass sie nicht die Prinzessin sein kann. Nancys Rückkehr nach New York markiert das Ende des Aufenthalts der Prinzessin in den Vereinigten Staaten. Nancy und die Prinzessin treffen sich zum ersten Mal und werden Freunde. Es wird ein letzter Empfang abgehalten. Der König von Taronia, Anatol XII., trifft ein, nachdem er von dem misstrauischen Reporter herbeigerufen worden war, doch die Prinzessin, die Gresham und Porter Medaillen überreicht, ist die echte Prinzessin, und jeder Hinweis auf einen Skandal wird unterdrückt. Der König, wütend darüber, dass Graf Nicholaus den Verdacht des Reporters genährt hat, löst die Verlobung auf, sehr zur Erleichterung der Prinzessin. Zizzy teilt Porter mit, dass Nancy ihn zwar getäuscht haben könnte, ihn aber wirklich liebt und ihn niemals hätte heiraten können, wenn sie die echte Prinzessin gewesen wäre. Porter kehrt zu Nancy zurück, die den Scheck, den Gresham ihr gegeben hat, zerreißt und Porters Umarmung bereitwillig akzeptiert.

## Hintergrund
Gedreht wurde der Film ab dem 1. März 1934 in den Paramount-Studios in Hollywood.
Die Produktion sollte zwar am 28. Februar 1934 beginnen, verzögerte sich aber aufgrund der Krankheit von William Collier Sr., der den Chefredakteur spielen sollte. Collier wurde durch Robert McWade ersetzt. In seiner Autobiografie bemerkt Preston Sturges, dass er und Produzent B. P. Schulberg sich über die Nennung der Autoren dieses Films nicht einig waren. Laut Sturges war Schulberg „als Produzent daran gewöhnt, Lob für Filme entgegenzunehmen, wie Generäle Lob für die Tapferkeit ihrer Soldaten entgegennehmen, und daher schien es ihm logisch, dass die Autoren das gleiche allgemeine Gefühl gemeinsamer Leistung empfinden sollten.“ Sturges fügt hinzu, dass, obwohl er sich den Credit mit drei anderen Autoren teilte, „nicht viel“ von seiner Arbeit verwendet wurde.
Hans Dreier und Wiard Ihnen oblag die künstlerische Leitung. Howard Greer war für das Kostümbild zuständig. Arthur Jacobson arbeitete als Regieassistent, Daniel L. Fapp als Kameraführer.

## Veröffentlichung
Die Premiere des Films fand am 18. Mai 1934 statt. In der Bundesrepublik Deutschland wurde er am 29. Januar 1984 im deutschen Fernsehen ausgestrahlt.

## Kritiken
Der Filmkritiken-Aggregator Rotten Tomatoes hat in einer Auswertung von über 250 User-Kritiken ein Publikumsergebnis von 67 Prozent positiver Bewertungen ermittelt.
Mordaunt Hall beschrieb den Film in der The New York Times als sympathische Filmkomödie. Der Film biete einen Fundus an amüsanten Vorfällen. In der Adaption von Clarence Budington Kellands Geschichte wurde sein ausgeprägter Sinn für Humor zum Leben erweckt. Dieser liebenswürdige, leichte Film habe einen großzügigen Anteil an fantasievollen Wendungen und sei außerdem mit einer äußerst kompetenten Nebenbesetzung ausgestattet.
Das Lexikon des internationalen Films schrieb: „Eine gut gespielte, vergnüglich unterhaltsame Hollywood-Komödie.“